# 24e Europese Filmprijzen
De 24e uitreiking van de Europese Filmprijzen waarbij prijzen werden uitgereikt in verschillende categorieën voor Europese films vond plaats op 3 december 2011 in het Tempodrom in Berlijn. De ceremonie werd gepresenteerd door Anke Engelke.

## Nominaties en winnaars
De nominaties werden op 5 november 2011 bekendgemaakt.

#### Beste film
- Melancholia
  - The Artist
  - Le gamin au vélo
  - Hævnen (In a Better World)
  - The King's Speech
  - Le Havre

#### Beste regisseur
- Susanne Bier - Hævnen (In a Better World)
  - Jean-Pierre Dardenne & Luc Dardenne - Le gamin au vélo
  - Aki Kaurismäki - Le Havre
  - Béla Tarr - A torinói ló (The Turin Horse)
  - Lars von Trier - Melancholia

#### Beste actrice
- Tilda Swinton - We Need to Talk about Kevin
  - Kirsten Dunst - Melancholia
  - Cécile de France - Le gamin au vélo
  - Charlotte Gainsbourg - Melancholia
  - Nadezhda Markina - Elena

#### Beste acteur
- Colin Firth - The King's Speech
  - Jean Dujardin - The Artist
  - Mikael Persbrandt - Hævnen (In a Better World)
  - Michel Piccoli - Habemus Papam
  - André Wilms - Le Havre

#### Beste scenario
- Jean-Pierre Dardenne & Luc Dardenne - Le gamin au vélo
  - Anders Thomas Jensen - Hævnen (In a Better World)
  - Aki Kaurismäki - Le Havre
  - Lars von Trier - Melancholia

#### Beste cinematografie
- Manuel Alberto Claro - Melancholia
  - Fred Kelemen - A torinói ló (The Turin Horse)
  - Guillaume Schiffman - The Artist
  - Adam Sikora - Essential Killing

#### Beste montage
- Tariq Anwar - The King's Speech
  - Mathilde Bonnefoy - Drei
  - Molly Malene Stensgaard - Melancholia

#### Beste productie design
- Jette Lehmann - Melancholia
  - Paola Bizzarri - Habemus Papam
  - Antxón Gómez - La piel que habito

#### Beste filmmuziek
- Ludovic Bource - The Artist
  - Alexandre Desplat - The King's Speech
  - Alberto Iglesias - La piel que habito
  - Mihály Víg - A torinói ló (The Turin Horse)

#### Beste documentaire
- Pina - Wim Wenders
  - Stand van de Sterren - Leonard Retel Helmrich
  - ¡Vivan las Antipodas! - Victor Kossakovsky

#### Beste animatiefilm
- Chico & Rita
  - Le Chat du rabbin
  - Une vie de chat

#### Beste debuutfilm
- Adem - Hans Van Nuffel
  - Atmen - Karl Markovics
  - Michael - Markus Schleinzer
  - Smukke menesker - Mikkel Munch-Fals
  - Tilva Roš - Nikola Ležaić

#### Beste kortfilm
- The Wholly Family - Terry Gilliam (Italië)
  - Berik (Denemarken)
  - Små barn, stora ord (Zweden)
  - Händelse vid bank (Zweden)
  - Derby (Roemenië)
  - Jessi (Duitsland)
  - I lupi (italië/Nederland)
  - Återfödelsen (Zweden)
  - Apele tac (Duitsland/Roemenië)
  - Paparazzi (Polen)
  - La gran carrera (Spanje)
  - Dimanches (België)
  - Tse (Israel)
  - Opowiesci z chlodni (Polen)
  - Hypercrisis (Oostenrijk)

#### Publieksprijs
- The King's Speech
  - Konferenz der Tiere (Animals United)
  - También la lluvia (Even the Rain)
  - Hævnen (In a Better World)
  - Les petits mouchoirs (Little White Lies)
  - Potiche
  - Unknown
  - Benvenuti al Sud